# Lijst van burgemeesters van Voorburg
Dit is een lijst van burgemeesters van de voormalige Nederlandse gemeente Voorburg in de provincie Zuid-Holland totdat deze per 1 januari 2002 met de toenmalige gemeente Leidschendam opging in de gemeente Leidschendam-Voorburg.
| Ambtsperiode | Naam burgemeester                                          | Partij of stroming | Bijzonderheden |
| ------------ | ---------------------------------------------------------- | ------------------ | --- |
| 1615 - 1811  | (burgemeesters van Delft)                                  |                    | De stad Delft is eigenaar van de ambachtsheerlijkheid Voorburg (aankoop in 1615). |
| 1811 - 1827  | Dominicus Palairet                                         |                    | In 1811 werd het gemeentebestuur ingericht naar Frans model. De hugenoot Palairet wordt maire (burgemeester). Na het einde van de Franse tijd (1813) blijft hij een leidende figuur in het gemeentebestuur. Schout Dominicus Palairet wordt in 1825 door de koning (opnieuw) benoemd tot burgemeester van Voorburg. Na zijn overlijden in 1827 wordt Jan Pieter Marinus Tegel aan de koning voorgedragen als burgemeester van Voorburg. |
| 1828 - 1837  | Christianus Cornelius Uhlenbeck                            |                    | |
| 1837 - 1849  | Hermanus van Zegwaard                                      |                    | |
| 1850 - 1855  | Willem Arnold Alting Lamoraal von Geusau                   |                    | |
| 1856 - 1859  | Otto baron van Wassenaer van Catwijck                      |                    | |
| 1859 - 1865  | Adriaan Jan Hoekwater                                      |                    | |
| 1865 - 1865  | Willem Cornelis van den Brandeler                          |                    | |
| 1866 - 1871  | Jacob Carel Frederik baron van Heerdt                      |                    | Hij was eerder van oktober 1864 tot februari 1866 burgemeester van IJsselstein en werd later, onder toekenning van eervol ontslag als burgemeester van Voorburg, in augustus 1871 tot burgemeester van Hof van Delft benoemd en op zijn verzoek werd hem eervol ontslag verleend met ingang van 1 februari 1878. Hij overleed 10 mei 1880 te Delft op 62-jarige leeftijd.                                                               |
| 1871 - 1873  | Antoine Bernard Barkey                                     |                    | |
| 1873 - 1883  | Johannes Nicolaas Anthon Bucaille                          |                    | werd burgemeester van Groningen |
| 1883 - 1912  | Hendrik Nicolaas Cornelis baron van Tuyll van Serooskerken |                    | |
| 1912 - 1916  | Daniël baron Mackay                                        |                    | |
| 1917 - 1939  | jhr. Carel Willem Stern                                    |                    | Eerder burgemeester van Den Bommel en van Woerden; diens gelijknamige zoon was burgemeester van Heerjansdam |
| 1939 - 1946  | Johan Alexander Nederbragt                                 |                    | |
| 1946 - 1958  | Jan Willem Noteboom                                        | ARP                | Tevens van 1939-1954 lid van Provinciale Staten van Zuid-Holland en van 1950-1963 hoogheemraad van Delfland, later waarnemend burgemeester van Goes |
| 1959 - 1976  | jhr.mr. Antoine Feith                                      | VVD                | |
| 1976 - 1983  | Elly den Haan-Groen                                        | VVD                | |
| 1983 - 1996  | Bas Eenhoorn                                               | VVD                | |
| 1996         | Wim van Willigenburg                                       | VVD                | waarnemend |
| 1996 - 2002  | Michiel van Haersma Buma                                   | VVD                | |